# 船見閘門

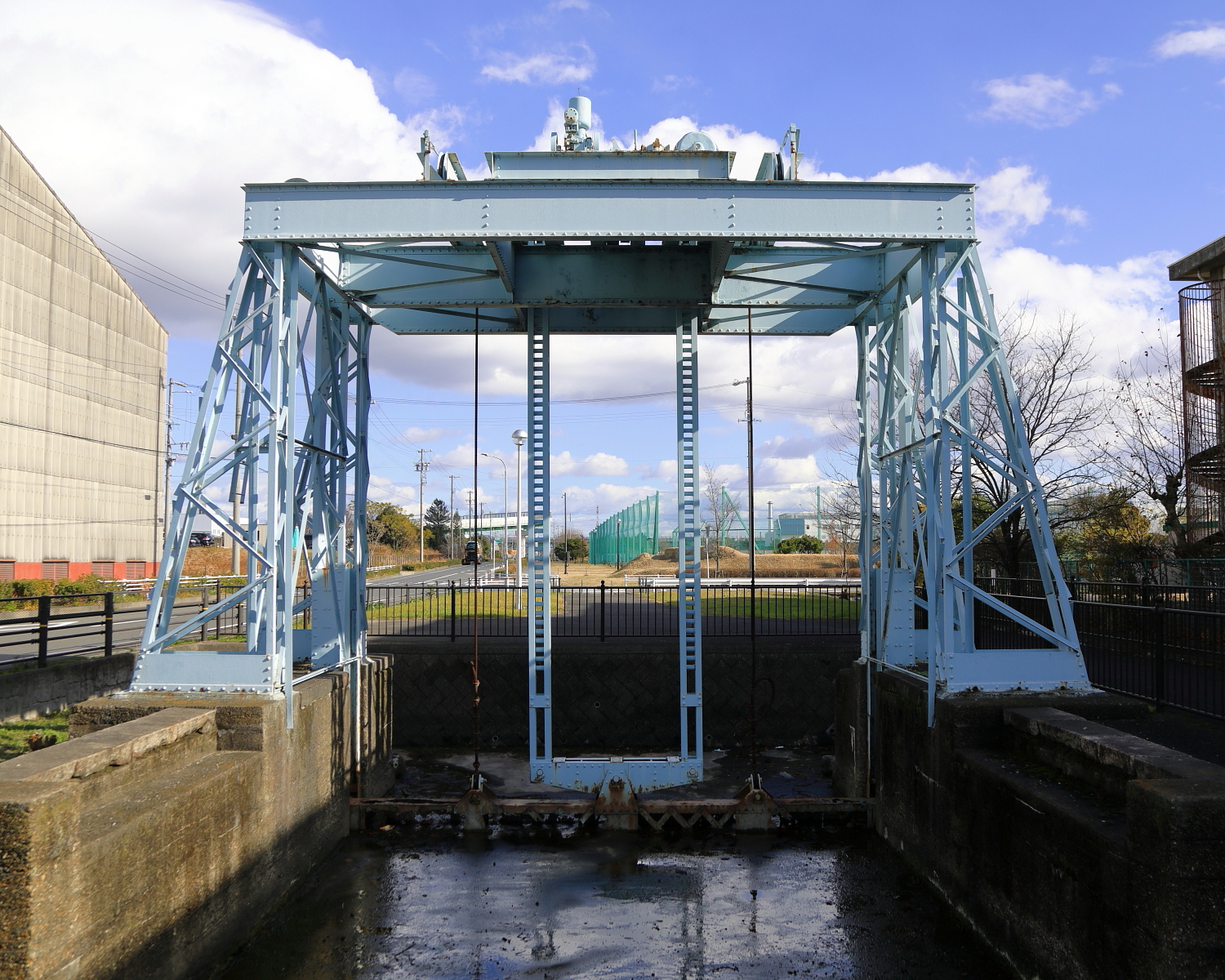
現在の船見閘門
（2022年（令和4年）12月）

船見閘門（ふなみこうもん）は、愛知県名古屋市港区船見町にある閘門である。
現在は使用されていない（周りが埋め立てられている）。名古屋港発展の歴史を物語る景観資源として保存されている。
設計は山本卯太郎である。
2011年（平成23年）10月17日に、名古屋市の認定地域建造物資産第11号に認定された。

## 概要
船見閘門は正式名「八号地第一閘門」と「八号地第二閘門」の2つの閘門から成る。1927年（昭和2年）名古屋港の東、船見町八号地に当時日本一の貯木場が整備されるにあたり、それ以前からあった貯木場出入り口の水門では不便になったために、八号地の前面（西側）と側面（北側）にそれぞれ幅18メートルの水路が設けられ、各水路に第一、第二閘門が設置された。
閘室は長さ約61メートル（ゲート間長約83メートル）、幅約16メートルである。上下するゲートの幅は約7メートルで、高さは外洋側が約6メートル、貯木場側が約7メートルである。ゲートの上にあるモーターでワイヤーを巻き上げて開閉する仕組みだった。
貯木場の水位を一定に保ち、潮に左右されずに木材を搬入でき、当時、木材取扱量が激増する中で、この設備は全国でも先進的で理想的なものであった。
1959年（昭和34年）に発生した伊勢湾台風が八号地貯木場の堤防を破壊し、膨大な流木が市街地に流れ込み大きな被害を与えたことから、1963年（昭和38年）に名古屋港西側に西部木材港が新設され、八号地貯木場は廃止となり船見閘門もその役割を終えた。
その後、貯木場は埋め立てられたが、八号地第一閘門の門扉と第二閘門の閘室跡は貴重な産業遺産として保存され、閘門を中心として公園が整備されている。